# 漾濞站
漾濞站，位于中华人民共和国云南省大理白族自治州漾濞彝族自治县苍山西镇，是大瑞铁路上的火车站，于2022年7月22日启用。

## 歷史
- 2022年7月22日启用。

## 概况
漾濞站是线侧下式站房，站房建筑面积3000平方米，最多容纳旅客1,069人。站房以“山水漾濞，生态彝居”为设计理念，建筑具彝族特色。

## 外部連結
- 中国铁路客户服务中心 （页面存档备份，存于）